# Royal Doulton
Pour les articles homonymes, voir Doulton.

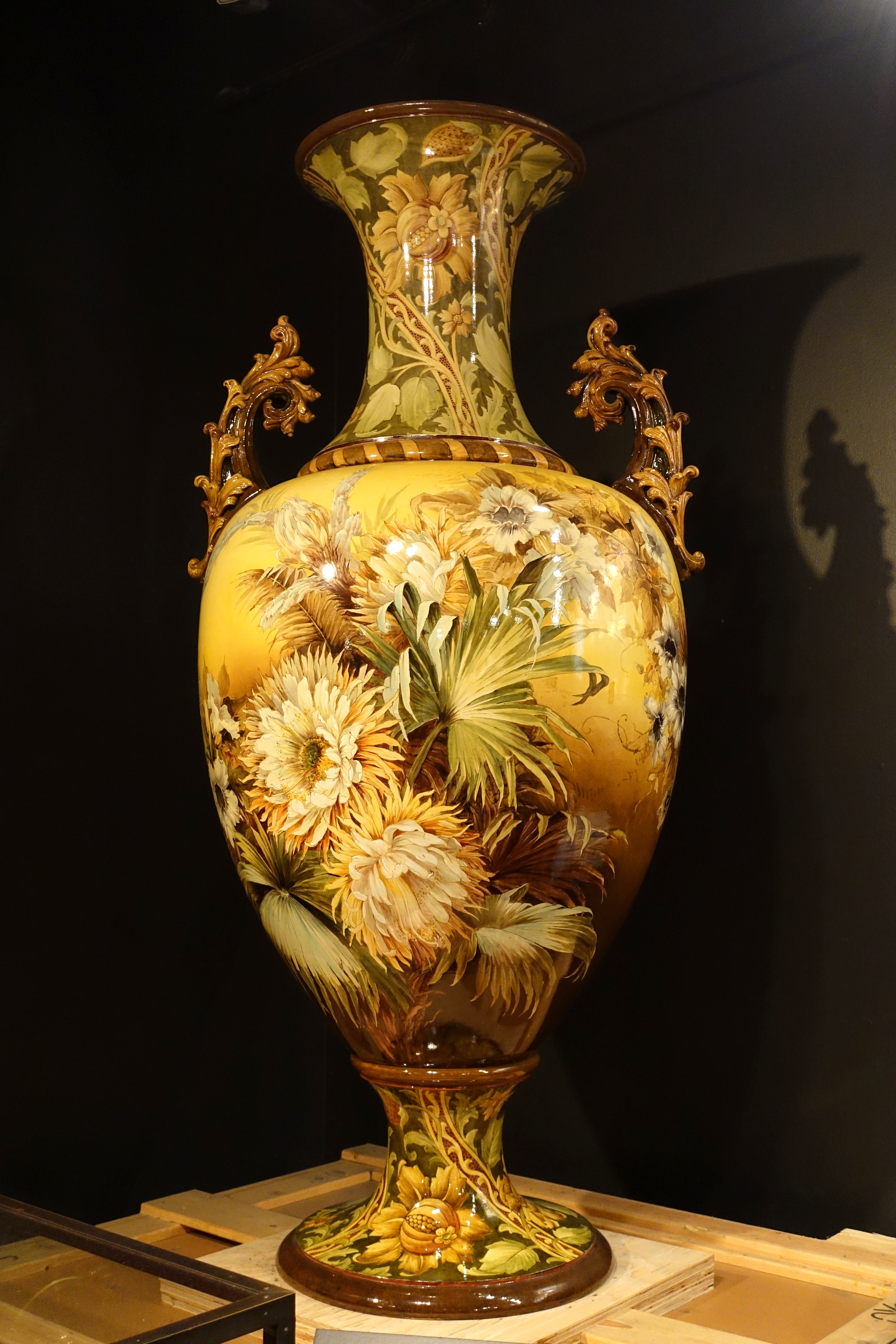
Vase Royal Doulton, 1892

Royal Doulton, est une entreprise britannique de fabrication de poterie et de céramique, créée en 1815 par John Doulton. En 2005 l'entreprise est rachetée par Waterford Wedgwood (WWRD holding) et fait aujourd'hui partie du groupe finlandais Fiskars, en tant que sous-marque au sein du catalogue.

## Histoire
La compagnie Royal Doulton a été créée en 1815 sous la forme d'un partenariat entre John Doulton, Martha Jones et John Watts, avec une usine à Vauxhall-Walk, Lambeth, Londres. Martha Jones quitte l'entreprise en 1820 et l'entreprise s'appelle ensuite Doulton & Watts.
L'entreprise est au départ spécialisée dans la fabrication de produits en grès, en particulier des bouteilles. À partir de 1846 une nouvelle usine fabrique de la tuyauterie sanitaire. Quand John Watts prend sa retraite, la société est rebaptisée Doulton & Co. en 1853.
En 1871, Henry Doulton, fils de John, créé un nouvel atelier de poterie à Lambeth qui embauche les concepteurs et les artistes de la Lambeth School of Art (devenue en 1937 la City and Guilds of London Art School), avec des créateurs comme George Tinworth, Florence, Hannah et Arthur Barlow, Frank Butler, Mark Marshall et Eliza Simmance.

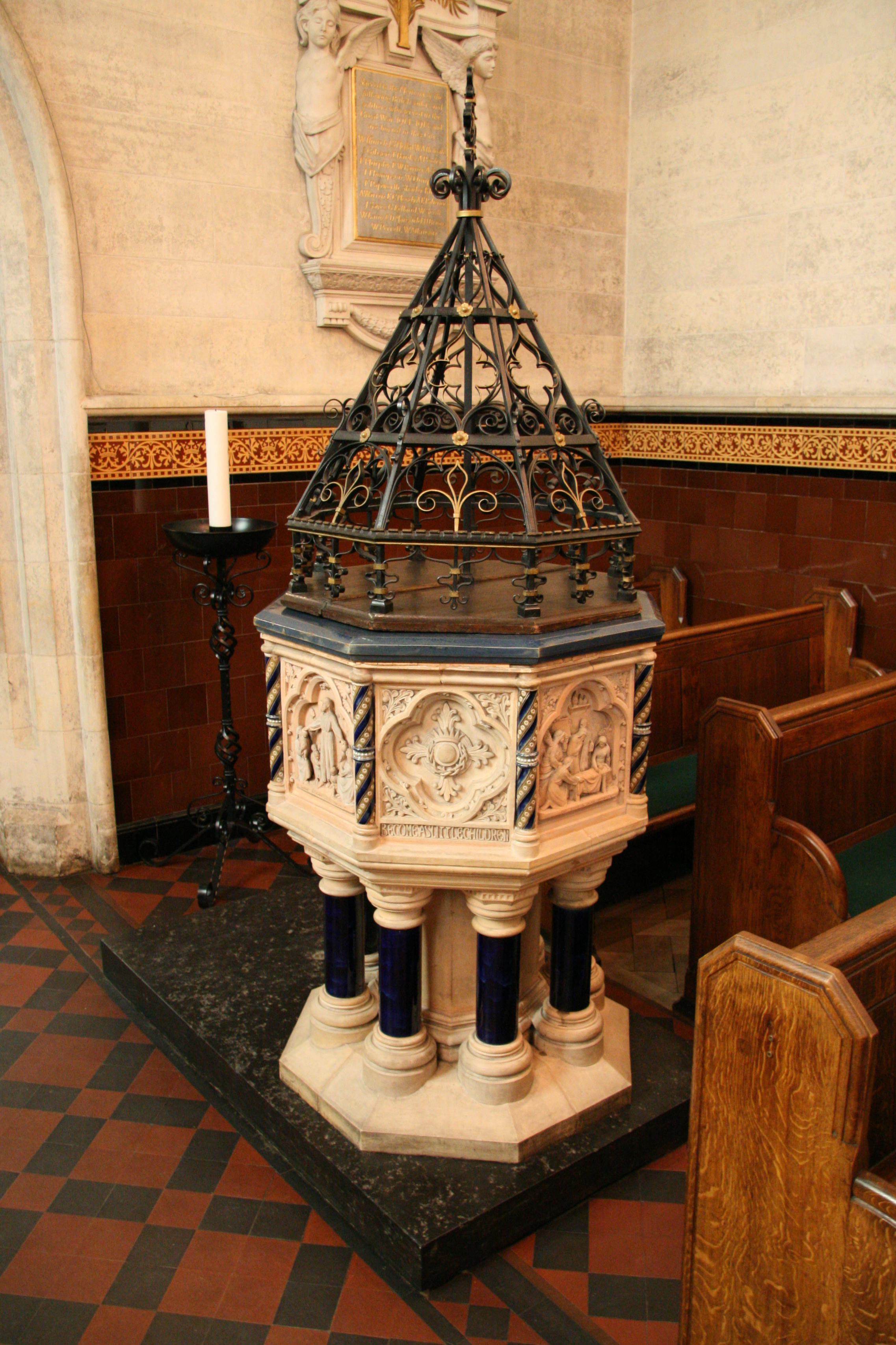
Fonts baptismaux à St Alban, Copenhague

En 1882, Doulton achète la petite usine Pinder, Bourne & Co à Nile Street, Burslem, Staffordshire ce qui place Doulton & Co. dans la région connue comme The Potteries (la région correspond à la ville Stoke-on-Trent.
La Chaire, un retable et des fonts baptismaux de l'église Saint-Alban de Copenhague, au Danemark, est un don fabriqué par Doulton en 1887. Ils ont été exécutés en terre cuite avec détails glacés à la conception de Tinworth.
Doulton a également fabriqué les lavabos du Titanic (1912).
En 1968, elle fusionne avec Mintons.
En 2015, les marques Waterford, Wedgwood, Royal Doulton, Royal Albert et Rogaška sont acquises par Fiskars.